# 莫氏絲隆頭魚
莫氏絲隆頭魚，又稱莫氏絲鰭鸚鯛，為輻鰭魚綱鱸形目隆頭魚亞目隆頭魚科的其中一種，分布於澳洲西北部海域，棲息深度23-35公尺，體長可達5.5公分，棲息在礁石區海域，生活習性不明。

## 擴展閱讀
維基物種上的相關：莫氏絲隆頭魚